# Madhuca diplostemon
Madhuca diplostemon là một loài thực vật có hoa trong họ Hồng xiêm. Loài này được (C.B.Clarke) P.Royen mô tả khoa học đầu tiên năm 1960.